# Carsten Graff
Carsten Graff (født 1962) er en dansk forfatter, foredragsholder, essayist og er ophavsmand til forlaget og udviklingscenteret StemningsHotellet". I 1997 modtog han Charles Haugsbøll-prisen for sit kritiske essay over computerens fortræffeligheder. Bogen hed: Samtaler med et træ.

## Opvækst og karriere
Carsten Graff er født i Skovlunde. Han har gået på Ollerup Gymnastikhøjskole. og er Cand. Merc. i datalogi på Handelshøjskolen i København. Under og efter studierne arbejdede Carsten Graff som programmør og systemudvikler og var blandt andet en af pionererne bag de første homebanking systemer i Danmark.

## Tidligt forfatterskab
I 1992 arbejdede Carsten Graff som IT konsulent for Dansk Teknologisk Institut, men gennemlevede en personlig krise som betød at han begyndte at stille spørgsmålstegn ved fordelene ved den teknologiske udvikling. I perioden fra 1993 til 1996 fungerede han som fast klummeskribent for Computerworld og Berlingske tidende og skrev ironiske essays om computerens ulemper . Dette kulminerede med et gennembrud i offentligheden i form af den IT kritiske bog: ”Samtaler med et træ”.  I årene efter skrev Carsten Graff en lang række andre bøger. Herunder hvad han selv har betegnet som hans PHD i uvidenhed ”Den indre elefantmand” fra 1997, den IT-satiriske roman ”INFOENZA”, børnebogen ”Sander Sige” samt ”Bogen om ikke at læse bøger”. I 2002 udkom samtalebogen ”Rejsen til Nuet” som var et portræt af Carsten Graff og Henrik Meng efter at de 2 aftener i træk havde lavet et såkaldt "Tankeshow" i Cirkusbygningen I København i 2002.

## Senere forfatterskab
I 2010 startede Graff StemningsHotellets forlag og udgav bogen ”En ren forbindelse”, som handler om polyamory. Bogen er bygget på Carsten Graffs egne erfaringer med at leve i flere parallelle, åbne kærlighedsforhold. Et år senere kom samtalebogen ”Kunsten at give slip” (2011) med stifteren af Body-sds, Bengt Valentino Andersen, portrætbogen ”Sådan blev jeg Kasi Jesper” (2012), ”Styrke & Helbred” (2013) og ”Unævnelighedernes STORE Ordbog” (2013). I sidstnævnte tilfører forfatteren det danske sprog 700 nye termer, der sætter fokus på tabuer og andre emner, som moderne mennesker normalt forsøger at undgå at tale om.

## Ukonventionel livsstil
Carsten Graff har udforsket mange forskellige subkulturer og tabuer. Hans bog om Polyamori (En ren forbindelse) inspirerede DR2 til at lave en temaaften samme år med et portræt af Carsten Graff under overskriften: ”Carsten, konene og deres kærester”.

## Eksterne links
Carsten Graff's hjemmeside
1. ↑  "IT kritik af Carsten Graff"
2. ↑  "guru gør op med IT."". Arkiveret fra originalen 5. september 2020. Hentet 8. marts 2019.
3. ↑  "Carsten Graff: Om at vende livet på hovedet."
4. ↑  ""DR2 temaaften: Carsten konen og deres kærester"". Arkiveret fra originalen 17. april 2016. Hentet 9. marts 2019.
5. ↑  ""Carsten Graff's bibiografi."". Arkiveret fra originalen 14. december 2007. Hentet 8. marts 2019.

 Der er for få eller ingen kildehenvisninger i denne artikel, hvilket er et problem. Du kan hjælpe ved at angive troværdige kilder til de påstande, som fremføres i artiklen.